# 뉴브리튼섬

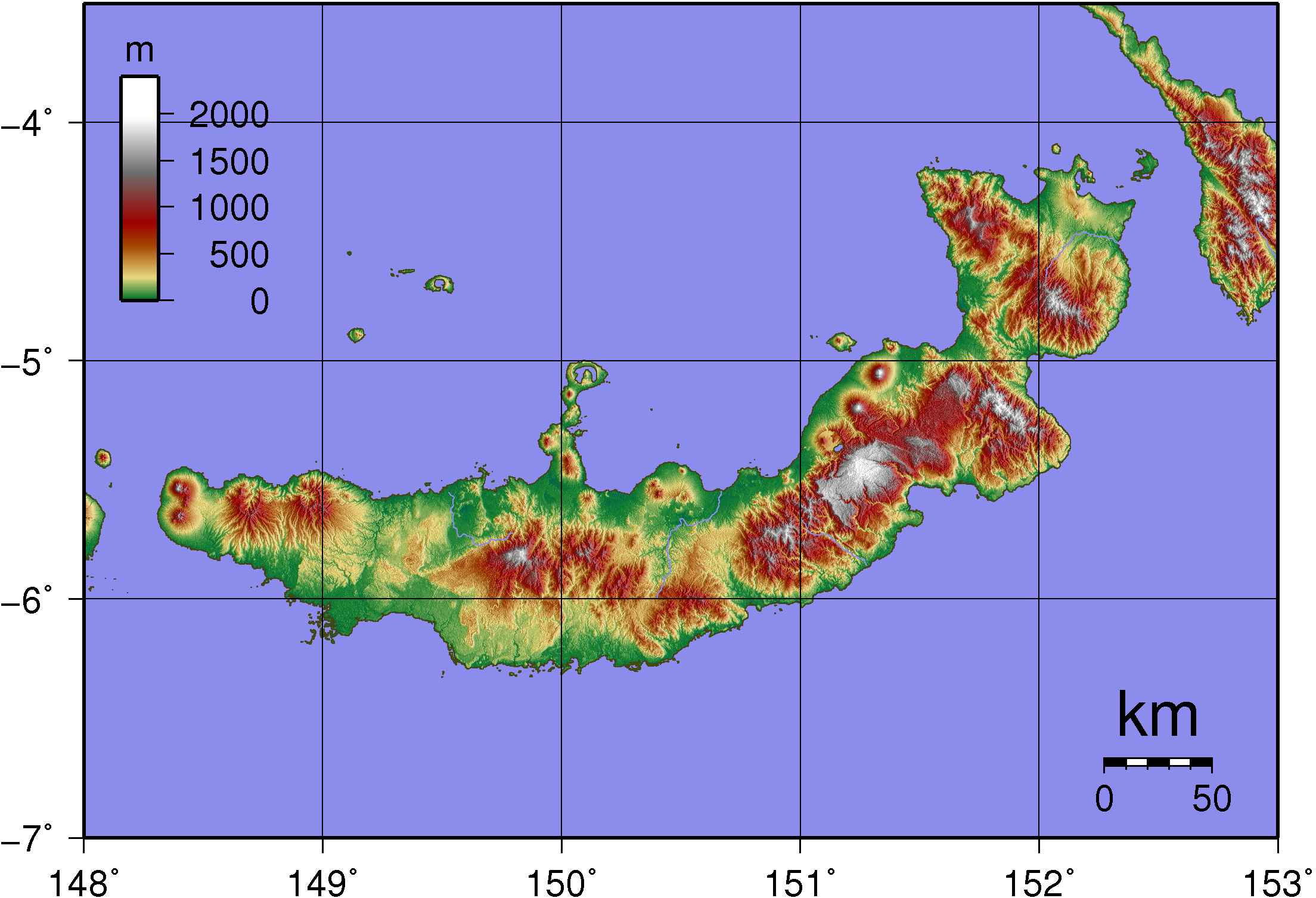
뉴브리튼섬의 지형도

뉴브리튼섬(New Britain)은 파푸아뉴기니의 비스마르크 제도에서 가장 큰 섬이다. 면적은 약 36,520km2, 해안은 산호초에 접해 있고 지대의 대부분은 열대 우림으로 덮여 있으며, 여러 개의 활화산이 있다.